# Oxytropis megalorrhyncha
Oxytropis megalorrhyncha là một loài thực vật có hoa trong họ Đậu. Loài này được Nevski miêu tả khoa học đầu tiên.